# Batistopsora crucis-filii
Batistopsora crucis-filii är en svampart som beskrevs av Dianese, R.B. Medeiros & L.T.P. Santos 1993. Batistopsora crucis-filii ingår i släktet Batistopsora och familjen Phakopsoraceae.   Inga underarter finns listade i Catalogue of Life.